# ماريو ماريتش
ماريو ماريتش (بالكرواتية: Marijo Marić)‏ هو لاعب كرة قدم كرواتي في مركز الهجوم، ولد في 12 يناير 1977 في هايلبرون في ألمانيا. شارك مع منتخب كرواتيا لكرة القدم. أما مع النوادي، فقد لعب مع أرمينيا بيليفيلد وفالدهوف مانهايم ونادي آلن ونادي أونترهاخينغ ونادي بوخوم ونادي شتوتغارت للرديف ونادي شتوتغارت ونادي كارنتين.

## وصلات خارجية
- ماريو ماريتش على موقع اتحاد كرواتيا (الكرواتية)
- ماريو ماريتش على موقع قاعدة بيانات كرة القدم.إي يو (الإنجليزية)
- ماريو ماريتش على موقع بيانات كرة القدم. دي إي (الألمانية)
- ماريو ماريتش على موقع ناشيونال فوتبول تيمز (الإنجليزية)
- ماريو ماريتش على موقع عالم كرة القدم.نت (الإنجليزية)